# Bogoria II
Bogoria II (Bogorya II) − polski herb szlachecki, odmiana herbu Bogoria.

## Opis herbu
Istnieją dwie opinie na temat wyglądu tego herbu. Swoje źródło mają u Kaspra Niesieckiego, który opisując odmiany Bogorii opisał herb inaczej i przy sekcjach poświęconych kolejnym rodzinom opisał herb inaczej. 
Przy herbie Bogoria, podając odmianę Górskich i Turów, Niesiecki pisze, że herb ich ma złączone rogaciny i trzy pióra strusie srebrne między czerwonymi. Nie podał tynktury pola. Późniejsi autorzy przypisali temu herbowi pole czerwone. Tak herb Bogoria II narysował Chrząński w Tablicach odmian, oraz współcześni heraldycy - Alfred Znamierowski i Tadeusz Gajl. 
Opis z wykorzystaniem zasad blazonowania, zaproponowanych przez Alfreda Znamierowskiego:
W polu czerwonym rogacina srebrna z takąż rogaciną na opak, w słup, złączone.
Klejnot: Trzy pióra strusie; srebrne między czerwonymi.
Natomiast przy tekście poświęconym rodzinie Górskich herbu Bogoria odmienna, Niesiecki podaje, że herb ma pole "papuże" (zielone) i nie podaje barw piór w klejnocie. Tak herb Bogoria II rekonstruuje też Juliusz Karol Ostrowski.
Opis z wykorzystaniem zasad blazonowania, zaproponowanych przez Alfreda Znamierowskiego:
W polu zielonym rogacina srebrna z takąż rogaciną na opak, w słup, złączone.
Klejnot: Trzy pióra strusie.

## Najwcześniejsze wzmianki
XVIII wiek. Wzmiankowany po raz pierwszy przez Kaspra Niesieckiego.

## Herbowni
Tadeusz Gajl wymienia następujące rody herbownych:
Górski (Gorski), Gwiazdowski, Tur.